# Khalida Zahir

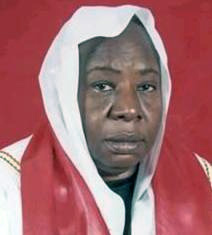
Khalida Zahir

Khalida Zahir (auch: Khalda; arabisch خالدة زاهر; geb. 1927; gest. 2015) war eine der ersten Doktorinnen im Sudan und eine Frauenrechts-Aktivistin.

## Leben

### Jugend und Ausbildung
Zahir wurde in Omdurman geboren. Sie erwarb ihren Abschluss zusammen mit Z. Serkisiani 1952 an der Kitchener School of Medicine, welche sich später zur Universität Khartum entwickelte.

### Karriere
Khalida behandelte arme Patienten in ihrer Praxis kostenlos. Sie wurde Leiterin der Kinderheilkunde beim sudanesischen Gesundheitsministerium. Sie ging 1986 in Ruhestand.

### Politischer Aktivismus
Khalida war 1947 die erste Frau als Mitglied der Student Union und sie beteiligte sich schon im gleichen Jahr an Friedensverhandlungen in Bezug auf den südlichen Sudan. Khalida war eine der wenigen Frauen, die sich in den 1940ern einer politischen Partei anschlossen. Sie gründete 1948 mit Fatima Talib die Young Women’s Cultural Society. Als erste sudanesische Frauenorganisation bot die Gesellschaft Bildung für Frauen zu Gesundheit, Lesen und Schreiben. Sie gehörte zu den Gründerinnen der Sudanese Women’s Union (SWU, الاتحاد النسائي السوداني / al-Ittiḥād an-Nisāʾī as-Sūdānī) 1952. Die Organisation kämpfte für Wahlrecht und Arbeitsrechte. Khalida wurde 1958 zur Präsidenti der SWU gewählt.

## Tod
Khalida starb am 9. Juni 2015.